# 宋士台
宋士台（1894年—1953年 ），中华民国国军中将，抗日将领。

## 背景
生于广州花都区赤坭镇锦山村，国民革命军第六十六军160师师长，7战区少将高参和惠淡守备区中将指挥官。

## 抗戰
中國抗日战争期间，多次参加对日作战，包括南浔战役，重创日军，击毙日军少将旅团长饭冢国五郎等500多人，缴获轻重武器。1945年日本投降后，退伍从商。

## 內戰期間拒絕回役
1946年第二次国共内战爆发后拒绝政府出山要求。

## 鎮反運動遇害與平反
1953年鎮反運動期間被中共枪决。1985年8月平反。